# Keith Vickerman
Keith Vickerman (* 21. März 1933 in Huddersfield, West Yorkshire; † 28. Juni 2016) war ein britischer, auf Parasitologie spezialisierter Zoologe.

## Leben
Vickerman wurde in Huddersfield geboren. Er besuchte die King James’s Grammar School wo er durch einen Lehrer auf Paul de Kruifs "Mikrobenjäger" aufmerksam wurde. Das Buch faszinierte ihn und er entwickelte sein lebenslängliches Interesse an der Biologie. 1952 schrieb sich Vickerman am University College London (UCL) als Zoologe ein, wobei er sich in seinem letzten Studienjahr auf die Parasitologie konzentrierte. Dort sah er, nach eigenem Bekunden, durch ein Mikroskop zum ersten Mal einen zwischen roten Blutkörperchen schwimmenden Trypanosomatiden. Der Parasit und der Lebenszyklus zwischen menschlichen und tierischen Wirten und der Tsetsefliege faszinierte ihn so sehr, dass er ihn unbedingt weiter untersuchen wollte. Sein Mentor an der Universität in dieser Zeit wurde Peter Brian Medawar.
Vickerman schloss Summa cum laude ab und wurde daher vom National Service befreit. Er wechselte an die University of Exeter, wo er, finanziert durch das Agricultural and Food Research Council, Parasiten von Bodeninsekten untersuchte. Er wurde in Exeter promoviert. Nach einer kurzen Zeit an der University of Edinburgh übernahm er auf Betreiben Medawars 1958 Vorlesungen am UCL. Hier begann er auch mit seiner bahnbrechenden Forschung an den Trypanosomatiden.
Mit einem Forschungsstipendium der Royal Society reiste Vickerman nach Tororo, Uganda, wo er in den letzten Tagen des Britischen Weltreichs am East African Trypanosomiasis Research Institute forschte. Weitere Forschungen führten ihn an das Nigerian Institute of Trypanosomiasis Research im nigerianischen Jos. Er erkannte, dass die Medikamente gegen die afrikanische Schlafkrankheit Arsen enthielten und Patienten schneller töten konnten, als die Krankheit zu heilen. Obendrein entwickelten die Parasiten schnell Resistenzen gegen das Medikament, sodass höhere Dosen erforderlich wurden.
Vickerman entwickelte sich zu einem der weltweit führenden Experten für die Schlafkrankheit, die afrikanische Trypanosomiasis. Er untersuchte den Prozess, mit dem sich die Parasiten von der Umwelt des Vektors, der Tsetsefliege, an die völlig andere Umwelt des Wirtes, Mensch oder Tier, anpassen und umgekehrt. Dabei konnte er feststellen, dass sich der Parasit auf diesen Übergang durch eine vorläufige Anpassung vorbereitete, eine Erkenntnis, die sich später auch für andere durch Insekten übertragene Protozoen bestätigen ließ. Ronald Ross, der Entdecker der Übertragung der Malaria, einer weiteren durch Protozoen verursachten Krankheit, hatte schon festgestellt, dass die Parasiten im Blut der Patienten in Wellen auftraten, gleichzeitig aber nie vollständig eliminiert wurden. Bei seinen mikroskopischen Untersuchungen fiel Vickerman eine unklare Hülle um die Parasiten auf, die von anderen Forschern bis dato als unwichtig abgetan worden war. Es war diese Hülle, die den Parasiten für das Immunsystem erkennbar machte. Vickerman konnte zeigen, dass der Parasit diese Hülle zu verschiedenen Zeitpunkten abstößt und durch das Immunsystem dann nicht mehr erkannt wird. Damit kann sich der Parasit wieder weitgehend unbehindert vermehren, bis sich das Immunsystem auf die neue Proteinhülle eingestellt hat. Dieser Vorgang konnte sich mehrfach wiederholen, bis der Patient schließlich in einer der von Ross beobachteten Wellen verstarb.
Vickerman leitete aus seiner Erkenntnis ab, dass ein Impfstoff gegen Trypanosomatida, den parasitären Erreger der Leishmaniose, der Chagas-Krankheit und der afrikanischen Trypanosomiasis, nicht entwickelt werden kann, weil der Parasit sich durch Veränderung der Proteinoberfläche vor Immunreaktionen seiner Wirte schützt (antigenic variation). Diese Erkenntnis brachte Vickerman Weltruhm ein und eröffnete neue Wege für die Behandlung parasitärer Erkrankungen.
1968 ging Vickerman als Honorarprofessor in der Division of Environmental and Evolutionary Biology an die University of Glasgow. Ab 1974 lehrte er als Titularprofessor, bis er 1979 auf dem John Graham Kerr Chair of Zoology berufen wurde. Diesen Lehrstuhl verließ er 1984, um den Regius Chair of Zoology von seinem Vorgänger David Richmond Newth zu übernehmen. Er galt als bemerkenswert guter und geduldiger Lehrer, der sich unter seinen Studenten großer Beliebtheit erfreute. Seine Zeit wurde mit der Lehre angefüllt und er erfand ständig neue Kurse, um seine Studenten bei Laune zu halten. Er behielt die Regius-Professur bis zu seiner Emeritierung 1998. Die Professur war dann bis 2013 unbesetzt, als Pat Monaghan als erste weibliche Professorin berufen wurde.
Eines der letzten Projekte, die Vickerman vor seinem Ruhestand aufgriff, war die Bekämpfung eines Parasiten, der Schottlands wichtigstes Fischereierzeugnis gefährdete, den norwegischen Hummer. Er konnte den Parasiten identifizieren, überließ dessen Bekämpfung jedoch seinen Nachfolgern.
Vickermans Begeisterung für die Natur zeigte sich in seinem Enthusiasmus für die Kleingärtnerei, die ihn 2001 zum politischen Aktivisten machte, der gemeinsam mit seiner Frau Moira die Öffentlichkeit darauf aufmerksam machte, dass zur Erhaltung der Biodiversität in Schottland, die Korridore von Kleingärten in Glasgow vor dem Zugriff durch Immobilienspekulanten gesichert werden mussten. Sein Einsatz zeigte Erfolg, und die Kleingartenkolonien in Glasgow konnten weiterbestehen.
2016 verstarb Vickerman an den Folgen von Bauchspeicheldrüsenkrebs.

## Ehrungen
1970 wurde Vickerman zum Fellow der Royal Society of Edinburgh berufen, 1984 zum Fellow der Royal Society und 1998 zum Fellow der Academy of Medical Sciences. 1994 wurde er mit der Leeuwenhoek-Medaille der Royal Society geehrt. 1996 wurde Vickerman mit der Linné-Medaille ausgezeichnet.

## Schriften (Auswahl)

### Bücher
- 1967, The protozoa. London: John Murray; (mit F.E.G. Cox)

### Artikel
- 1978, Antigenic heterogeneity of metacyclic forms of Trypanosoma brucei; Nature. 273: 300-02 (mit Le Ray, Dominique und J. David Barry)
- 1978, Antigenic variation in trypanosomes; Nature. 273: 613-17